# Estadio Koshien
El estadio Hanshin Koshien es un campo de Béisbol situado cerca de Kōbe en Nishinomiya, prefectura de Hyogo, Japón. El estadio fue construido para albergar los torneos nacionales de béisbol de las escuelas superiores, y abrió el 1 de agosto de 1924. Fue el estadio más grande de Asia en el momento en que se terminó, con una capacidad de 55.000 aficionados.
El nombre de Koshien (甲子園) viene del ciclo de sistema sexagenario. El año de la fundación del estadio en 1924, fue el primer año Koshi (甲子) en el ciclo. El diseño del estadio fue muy influenciado por los Polo Grounds de Nueva York. En 1936 se convirtió en el estadio de los Tigres de Osaka actualmente Tigres de Hanshin, ahora en la Liga Central. El 14 de febrero de 1964, Hanshin, el nombre de los propietarios de los Tigres, fue anexado al nombre del Koshien Stadium.
Además del evento anual del Campeonato Nacional de Béisbol de Escuelas Superiores, jugado en agosto, el estadio alberga anualmente el National Baseball High School Invitational Tournament en marzo. Ambos torneos son generalmente conocidos como "Koshien". A Los torneos de secundaria se les da una prioridad más alta, cualquier partido del torneo que necesita ser reprogramado obliga a los Tigres a posponer los juegos en casa.
El legendario bateador de Home run, Babe Ruth jugó un partido de exhibición en el Koshien en su gira por Japón en 1934. Hay una placa en el estadio conmemorativa del evento.

## Las reparaciones en el siglo XXI
El gran terremoto de Hanshin de 1995 afectó al estadio. Aparecieron grietas y se derrumbó parte de la grada. En julio de 2004, se concretó un plan con mejoras de las instalaciones del estadio.
La construcción comenzó durante la temporada de 2008, mientras que el estadio se siguió utilizando para el béisbol. Las etapas posteriores siguieron durante la temporada baja, y la construcción a gran escala se completó en 2010.
Los puntos principales del plan son los siguientes:
En la medida de lo posible, las condiciones actuales de los terrenos de béisbol deben ser preservadas, principalmente la inspiración de Hiedra del Wrigley Field, que se ha convertido en un símbolo del estadio.
El "infield" sigue siendo de tierra
El jardín sigue siendo pasto natural y estará abierto al aire (sin techo sobre el terreno).
El techo Ginsan sobre la tribuna fue retirado y reemplazado por un techo Ginsan moderno sin pilares.
El aforo se redujo a 47.808 asientos.

## Los precios de las entradas
El estadio cuenta con cuatro rangos de precios para sentarse.
Los mejores asientos son los verdes (que se venden en abonos) directamente detrás del plato y en el marco del techo ginsan. Estos asientos están totalmente cubiertos y corporativos. Los asientos en la zona del estadio son de color verde en el lado de la primera base. Ambos cuestan  ¥ 4.000. Los sientos de los jardines a lo largo de las líneas se denomina "Alpes "y ellos cuestan ¥ 2.500. Los asientos del campo abierto cuestan ¥ 1.900.
Al igual que en todos los estadios japoneses, los aficionados locales se sientan en el jardín derecho y los partidarios del equipo visitante en el jardín izquierdo. Sin embargo, aunque los opositores son los Gigantes de Yomiuri, los partidarios contrarios rara vez constituyen más de una sección de alta hasta en el jardín izquierdo. Casi todas las noches el estadio está repleto de asientos apretados.

## Aspectos en la ficción
Koshien juega un papel importante en muchas series manga de béisbol, incluyendo Daiya No Ace, Touch, Cross Game y H2 por Mitsuru Adachi y en otros autores funciona como Asa Higuchi Okiku Furikabutte y Rookies por Masanori Morita. Se habló también acerca de Major (manga) donde Koshien es el objetivo de todos los equipos de béisbol de la escuela secundaria. En Gurazeni es la sede de los Tempters de Osaka, equipo inspirado en los Tigres de Hanshin de la Liga Central. El parque también tiene un papel en el nombre, en el anime de Princess Nine. Los acontecimientos del episodio especial de dos horas de Detective Conan Milagro en Koshien Ball Park! Los Defiants Face the Dark Demon tiene lugar en el estadio. En la novela ligera y la adaptación al anime de la Melancolía de Haruhi Suzumiya (específicamente el episodio Melancolía de Haruhi Suzumiya Parte 5 ), Haruhi explica por qué ella busca lo sobrenatural, consiste en un juego de béisbol que vio con su familia en Koshien. El estadio también aparece como una etapa en la lucha contra el juego The King of Fighters '97, hacinados y adaptado para el KOF torneo, con los luchadores de pie sobre una estructura similar a la pasarela. En Nodame Cantabile, la heroína Megumi Noda mantuvo una bolsa de suelo de Koshien Stadium. En Angel Beats!, Hinata dice que él fue parte de un equipo de béisbol que estaba apuntando a la hora de Koshien.

## Acceso
El estadio Koshien queda a dos minutos a pie de la estación Koshien del ferrocarril eléctrico de Hanshin.  No hay estacionamiento en el estadio. Los anuncios de televisión durante las transmisiones de los partidos alientan al público a utilizar el transporte público.
- Datos: Q959811
- Multimedia: Hanshin Koshien Stadium / Q959811